# James Maynard
James Alexander Maynard, född 10 juni 1987 i Chelmsford, Essex, är en brittisk matematiker som arbetar med analytisk talteori och i synnerhet teorin om primtal. 2017 utnämndes han till forskningsprofessor vid Oxford. Maynard är verksam vid St John's College, Oxford. Han tilldelades Fieldsmedaljen 2022.